# Peratophyga spilodesma
Peratophyga spilodesma là một loài bướm đêm trong họ Geometridae.